# Whitewater (Kalifornia)
Whitewater – jednostka osadnicza w Stanach Zjednoczonych, w stanie Kalifornia, w hrabstwie Riverside.